# Van Diemensland

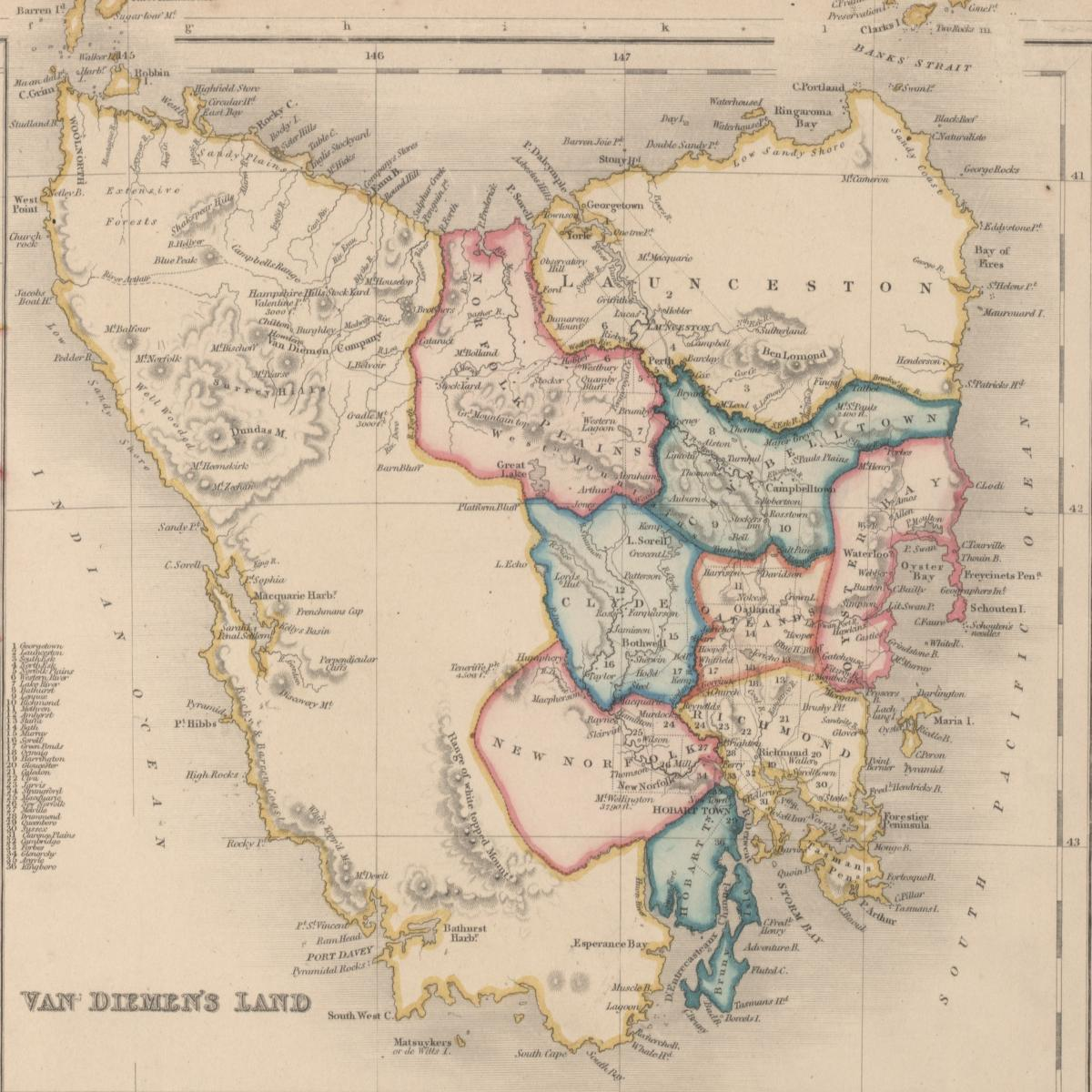
Kaart uit 1852

Van Diemensland is de vroegere naam die de Europeanen gebruikten voor het eiland dat nu Tasmanië heet, een eilandstaat van Australië. De Nederlander Abel Tasman was de ontdekker van het eiland, dat hij Anthoonij van Diemenslandt noemde. Anthonie van Diemen, gouverneur-generaal van Nederlands Oost-Indië, stuurde Abel Tasman in 1642 op zijn ontdekkingsreis naar Nieuw-Holland (het tegenwoordige Australië).
In 1803 kwam Van Diemensland in Britse handen. In 1856 kreeg het eiland officieel een nieuwe naam, namelijk Tasmanië. De naam Van Diemens Land was gevoelsmatig te veel besmet met de reputatie van de wrede strafkolonie van het eiland. Gekozen werd voor Tasmania (vernoemd naar de ontdekker Abel Tasman) als nieuwe naam. Deze naam werd al een aantal decennia massaal gebruikt door de inwoners als een alternatieve naam, en zij hadden ook de Engelse regering van Koningin Victoria via een smeekschrift om de naamsverandering gevraagd.

## Britse bestuurders van Van Diemensland
- John Bowen, sept. 1803 - feb. 1804
- David Collins, feb. 1804 - maart 1810
- Edward Lord, maart 1810 - juli 1810
- John Murray, juli 1810 - feb. 1812
- Andrew Geils, feb. 1812 - feb. 1813
- Thomas Davey, feb. 1813 - apr. 1817
- William Sorell, apr. 1817 - mei 1824
- George Arthur, mei 1824 - okt. 1836
- K. Snodgrass, okt. 1836 - jan. 1837
- John Franklin, jan. 1837 - aug. 1843
- John E. Eardley-Wilmot, aug. 1843 - okt. 1846
- C.J. Latrobe, okt. 1846 - jan. 1847
- Sir William Denison, jan. 1847 - jan. 1855